# Kristian Schønheyder

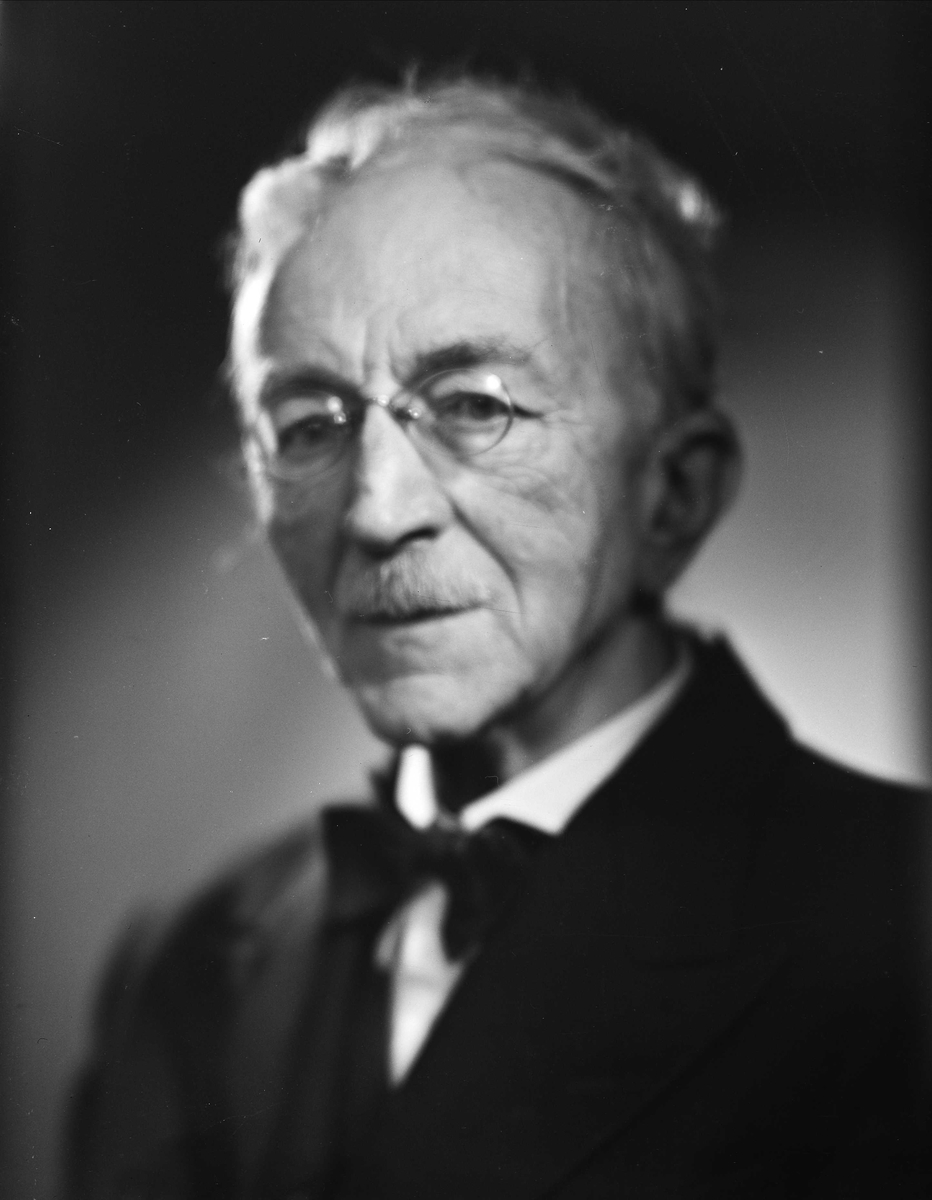
Kristian Schønheyder 1949.

Kristian Gottlieb Fredrik Schønheyder, född 28 januari 1874 i Kopervik, död 3 januari 1953 i Oslo, var en norsk nationalekonom. Han var sonsons sonson till biskop Johan Christian Schønheyder.
Schønheyder blev juris kandidat 1897 och filosofie doktor 1909 på avhandlingen Kapitalen som faktor i menneskets virksomhet. Han var 1912–1914 docent vid Norges tekniske høgskole i Trondheim, utnämndes till professor vid Norges handelshøyskole i Bergen 1935 och var dess tillförordnade rektor från 1943, men avgick som professor 1945. Han var ledamot av Det Norske Videnskaps-Akademi från 1935.
Schønheyder utgav bland annat Virksomhet og økonomi (1910), Das Progressionsprinzip in der Besteuerung (i Johannes Conrads "Jahrbuch", 1911) och Die Tätigkeit als Grundbegriff der Oekonomie und Volkswirtschaft (ibid., 1914), Teoretisk og politisk økonomi (I, 1913) samt Produktionscyklerne og kriserne (1927). Han framträdde även som skönlitterär författare med skådespelet Statuen af Dorin (1905) och romanen Elskov (1907).